# Skrīveri
El municipi de Skrīveri (en letó: Skrīveru novads) és un dels 110 municipis de Letònia, que es troba localitzat al centre del país bàltic, i que té com a capital la localitat de Skrīveri. El municipi va ser creat l'any 2009 després d'una reorganització territorial.

## Població i territori
La seva població està composta per un total de 4.117 persones (2009). La superfície del municipi té uns 105,4 kilòmetres quadrats, i la densitat poblacional és de 39,06 habitants per kilòmetre quadrat.